# Адальрик (герцог Васконии)
Адальрик (фр. Adalric; ум. до 801) — герцог Западной Васконии с ок. 778

## Биография
Согласно Хартии Алаона Адальрик был сыном герцога Васконии Лупа II, после смерти которого владения были разделены. Восточная Васкония досталась Саншу I, а западная, включая Нижнюю Наварру, Беарн и Бигорр — Адальрику.
В 788 году Адальрик захватил графа Тулузы и герцога Аквитании Корсона, опекуна короля Аквитании Людовика I Благочестивого, малолетнего сына Карла Великого, заставив Корсона дать клятву верности. После этого Корсон был отпущен, но король франков Карл Великий сместил его с управления Тулузой и Аквитанией. Этот случай показал, что Адальрик был независимым от франков правителем.
Согласно Хартии Алаона Адальрик был схвачен по приказу Карла и изгнан в Италию, где и умер, но документального подтверждения этой информации в других источниках не существует.

## Брак и дети
Хартия Алаона указывает у Адальрика двух сыновей — Химено и Сантюля, отца Лупа III Сантюля Баска, погибших во время баскского восстания против императора Людовика I Благочестивого. Монлезён считает, что Химено был герцогом Васконии до 814/815 года, пока не был смещён императором Людовиком Благочестивым. Однако существование детей у Адальрика не подтверждается другими источниками. Журген идентифицирует Химено с герцогом Васконии Сегином (Семеном) I, который, как и Сантюль, вероятнее был сыном Лупа II.